# Belfast and Moosehead Lake Railroad

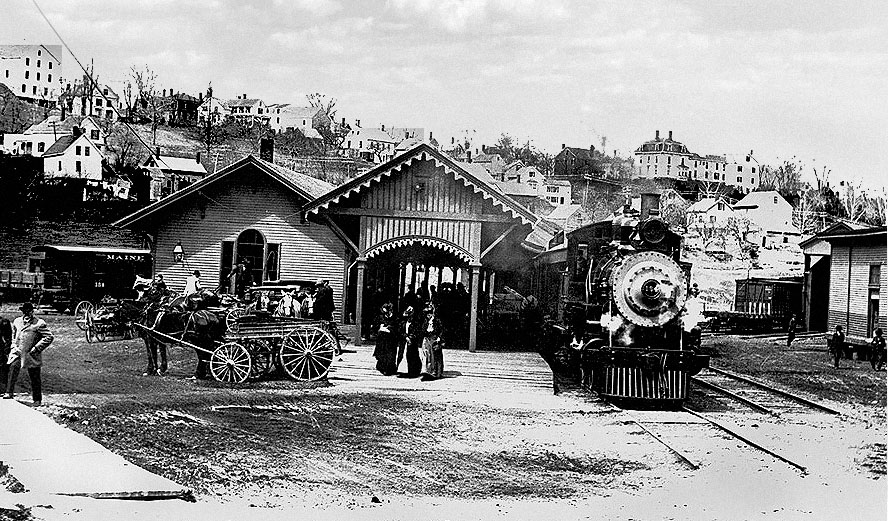
Bahnhof Belfast um 1900

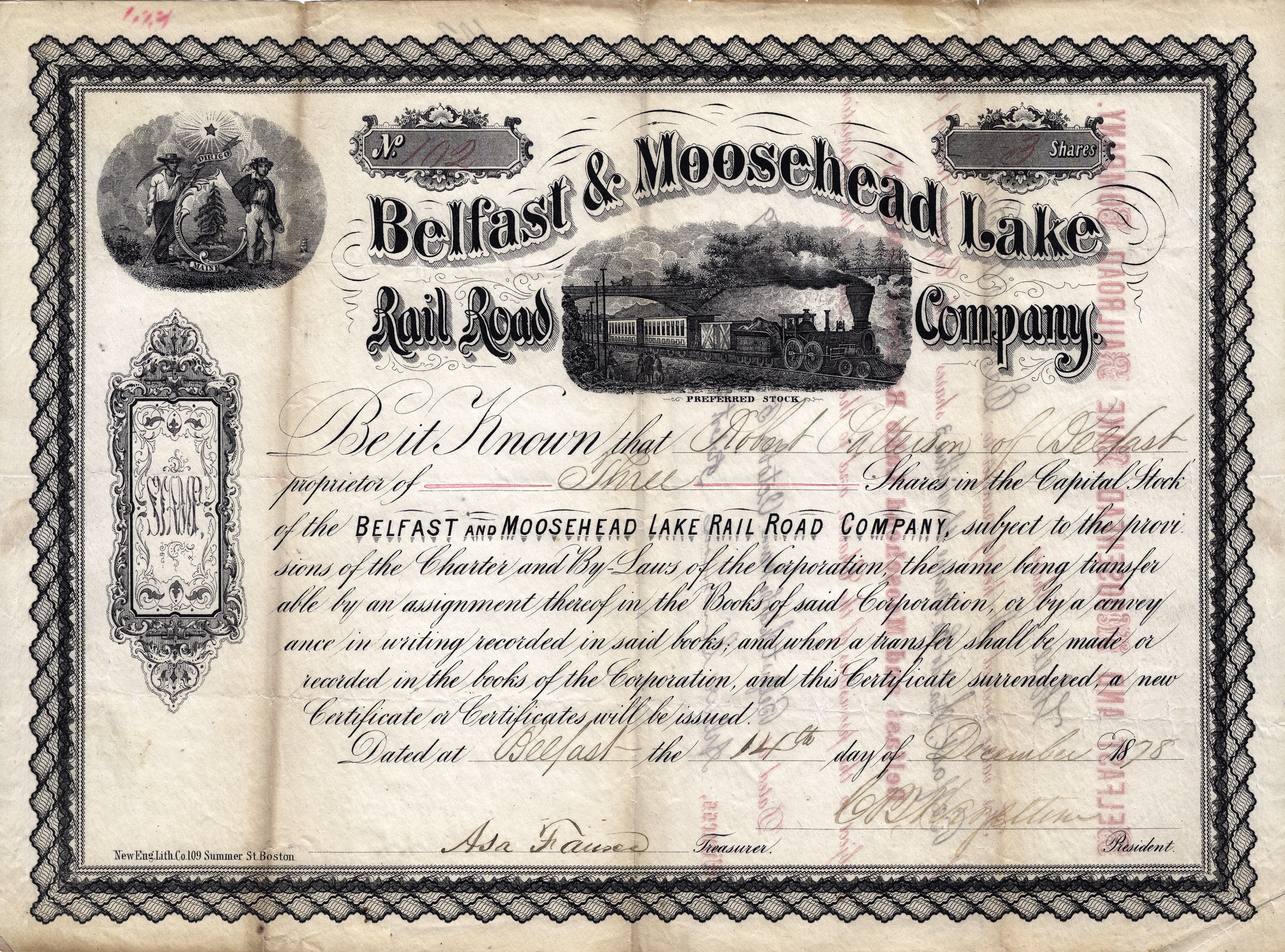
Aktie der Belfast and Moosehead Lake Railroad Company von 1878

Die Belfast and Moosehead Lake Railroad (B&ML) ist eine ehemalige Eisenbahngesellschaft in Maine (Vereinigte Staaten). Sie bestand als eigenständige Gesellschaft von 1867 bis 2005. Seit 2009 werden unter demselben Namen Personenzüge für Ausflügler auf der von der ersten B&ML erbauten Strecke angeboten.
Die Gesellschaft wurde am 28. Februar 1867 mit dem Ziel gegründet, die Küstenstadt Belfast an das bestehende Eisenbahnnetz anzubinden. Die 53,2 Kilometer lange normalspurige Bahnstrecke Burnham Junction–Belfast wurde am 23. Dezember 1870 fertiggestellt und im folgenden Jahr offiziell eröffnet.
Am 10. Mai 1871 pachtete die Maine Central Railroad die Belfast&Moosehead Lake für zunächst 50 Jahre. Der Vertrag wurde dann jährlich verlängert, lief aber Ende des Jahres 1925 aus. Die Belfast&Moosehead Lake wurde daraufhin ab dem 2. Januar 1926 von der Stadt Belfast übernommen. Von 1946 bis 1951 erwarb die Bahngesellschaft insgesamt fünf GE 70-ton switcher-Diesellokomotiven, was zur Einstellung des Dampfbetriebs 1948 führte.
Nach dem Rückgang des Beförderungsbedürfnisses begann 1987 ein Betrieb mit Touristikzügen. Am 9. Juni 2005 wurde der Güterverkehr eingestellt und die Bahngesellschaft aufgelöst. Die Strecke verkaufte man mit Ausnahme des Abschnitts City Point–Belfast an den Staat Maine und die Fahrzeuge an den Verein Belfast & Moosehead Lake Railroad Preservation Society, der noch bis Anfang 2008 den Touristikverkehr weiterführte.
Im Februar 2009 schloss die 2008 gegründete gemeinnützige 501(c)-Organisation Brooks Preservation Society mit dem Bundesstaat Maine eine Vereinbarung zur Wiederaufnahme des saisonalen Personenverkehrs, die schrittweise in den folgenden Jahren erfolgte. Seit 2018 ist Unity Ausgangspunkt der Fahrten, die überwiegend nach City Point und nur gelegentlich Richtung Belfast Junction erfolgen. Die Betreibergesellschaft tritt unter dem Namen der ursprünglichen Betreibergesellschaft als Belfast & Moosehead Lake Railroad auf.